# Sankt Stefan im Gailtal
Sankt Stefan im Gailtal est une commune autrichienne du district de Hermagor en Carinthie.

## Géographie

### Localités
| - Bach - Bichelhof - Bodenhof - Dragantschach - Edling - Hadersdorf - Karnitzen | - Köstendorf - Latschach - Matschiedl - Nieselach - Pölland - Pörtschach - St. Paul an der Gail | - St. Stefan an der Gail - Schinzengraben - Schmölzing - Sussawitsch - Tratten - Vorderberg |